# Дзириджумати
Дзириджумати (груз. ძირიჯუმათი) — село в Грузии, на территории Озургетского муниципалитета края (мхаре) Гурия.

## География
Село находится в западной части Грузии, к северу от реки Супсы, на расстоянии приблизительно 9 километров (по прямой) к северу от города Озургети, административного центра муниципалитета. Абсолютная высота — 126 метров над уровнем моря.

## Население
По результатам официальной переписи населения 2014 года, в Дзириджумати проживало 189 человек (99 мужчин и 90 женщин). В национальной структуре населения грузины составляли 99,5 %, русские — 0,5 %.
| Год  | Население, человек |
| ---- | ------------------ |
| 2002 | 170                |
| 2014 | ↗ 189              |

## Достопримечательности
В селе находится Джуматский монастырь.